# چامونیکس
چامونیکس (انگلیسی: Chamonix) شرکت خودروسازی برزیلی است، که در سال ۱۹۸۷ تأسیس شد.